# Шанер
Шане́р (рос. Шанер, марій. Шаэҥер) — присілок у складі Совєтського району Марій Ел, Росія. Входить до складу Верх-Ушнурського сільського поселення.

## Населення
Населення — 66 осіб (2010; 62 у 2002).
Національний склад (станом на 2002 рік):
- марі — 100 %